# 1500年代
1500年代（せんごひゃくねんだい）は、
1. 西暦（ユリウス暦）1500年から1509年までの10年間を指す十年紀。本項で詳述する。
2. 西暦1500年から1599年までの100年間を指す。16世紀とほぼ同じ意味であるが、開始と終了の年が1年ずれている。

## できごと

### 1500年
- ティムール朝滅ぶ。

### 1501年
- イスマーイール1世により、サファヴィー朝建国。

### 1502年
- ヴァスコ・ダ・ガマ、第2回航海。再びカレクト（現・コーリコード）到着。コーチン（現・コーチ）に商館開設。